# Tjienke Dagnelie
Tjienke Dagnelie (Zutphen, 7 april 1918 – 12 november 2001) was een Nederlands graveur, illustrator, fotograaf en aquarellist.

## Biografie
Haar vroege kinderjaren heeft ze doorgebracht in Java, Indonesië. In 1913 is ze terug naar Nederland verhuisd om haar middelbare studie in Arnhem af te ronden. In 1936 verhuisde ze met haar gezin naar Brussel. Dagnelie schreef zich in aan Ecole nationale Superieure des arts visuels. Ze volgde olieverflessen bij Laura Turner. In 1940 studeerde ze af in het opleidingsdeel illustratie van het boek, onder de leiding van de graveur Joris Minne. Ze maakte illustraties voor Belgische en Nederlandse uitgevers en was ook actief bezig met fotografie. In 1945 woont ze in een appartement in Brussel in de voormalige wijk Saint-Laurent. Ze heeft daar twee jaar gewoond en fotografeerde daar populaire festivals. Ze kreeg haar eerste opdrachten voor fotografisch werk voor kunstenaars en maakte ook portretten van kinderen. Ze had een lange periode van rust en behandeling in het Universitair Sanatorium in Eupen in 1952. Ze werkte mee aan de activiteiten van een intern kunstcentrum en ontmoet daar haar toekomstige echtgenoot, Jean Fourneau. In 1954 huwde ze. In 1956 woont ze in Betrix. In 1959 was er de geboorte van haar zoon. Op 12 november 2001 overleed Tjienke Dagnelie. Ook haar nicht Riet ten Holt-Dagnelie was kunstenares.

## Publicaties / uitgaves
- 1942 Le Double visage by Paul Alverdes
- 1942 Griseldis, de vrouwenpeirle by Herman Teirlinck
- 1945 Sonate by Huri Ipʻēkean
- 1945 Tsjechische sprookjes by Leo Landsman
- 1946 Bulgaarsche sprookjes by Leo Landsman
- 1951 Piraten aan de Jang-Tse By W. G de vries
- 1951 Sal de dichter by Jacoba Hazevoet
- 1954 De roemrijke daden van Bommetje en Spillebeen by Cyriel Verleyen
- 1954 Serena: de legende van de kant by Jan Vercammen
- 1956 O, die muis by Jan Vercammen
- 1957 Beppo de krantenjongen by Nic. van de Burgt
- 1958 Sinjeur Moliere by Pierre Descaves
- 1958 Drie kinderen en de zee by Daan Inghelram
- 1960 De zusjes Tsjoe Ki-lang by Maria de Crisenoy
- 1961 Naar het bos met Alexander by Maurits Peeters
- 1992 Schiste, pierre d'Ardenne: croix funéraires, croix des chemins et autres monument en Ardenne by Carlo Kockerols